# 알마강

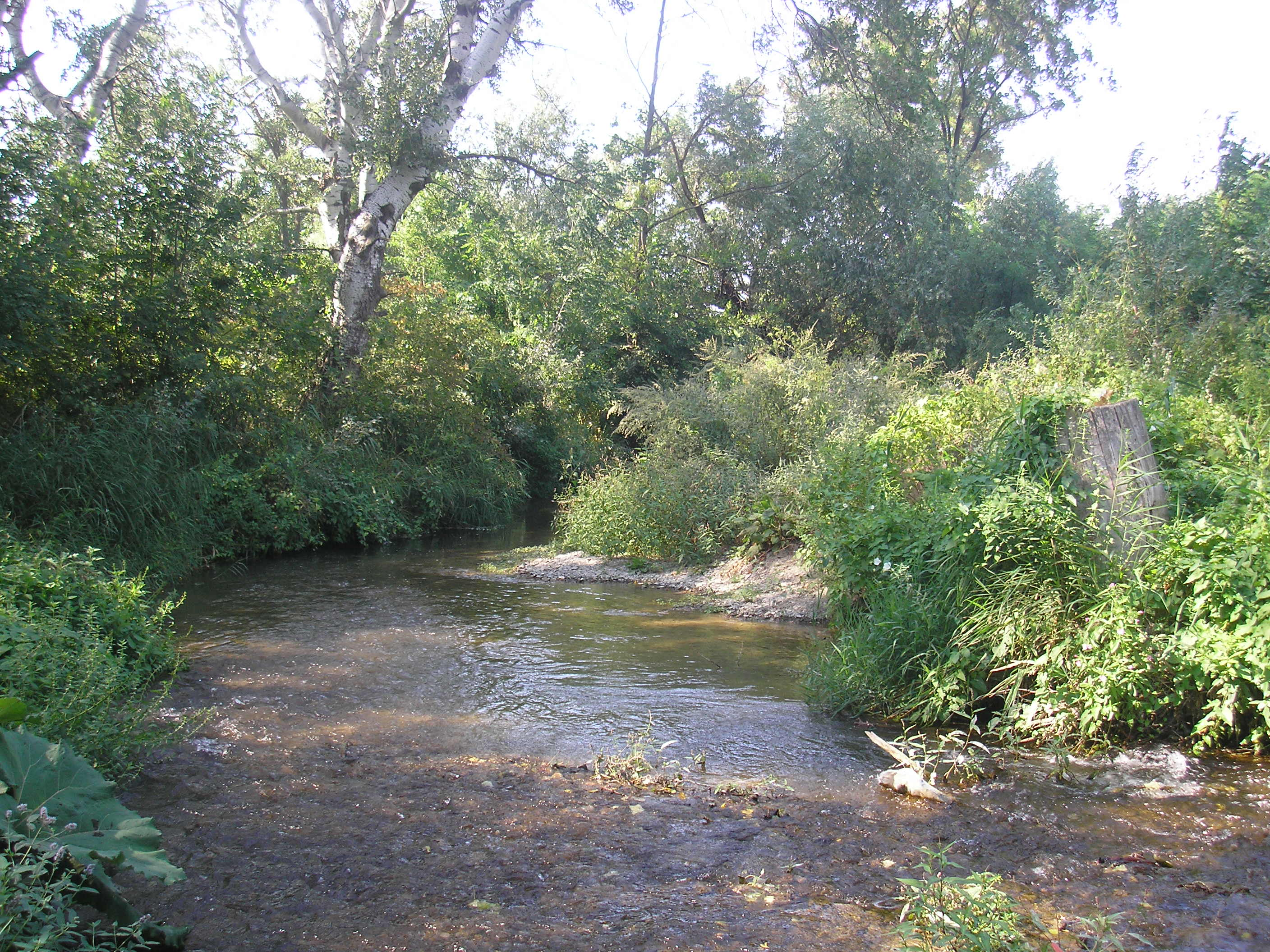

알마강(우크라이나어: Альма, 러시아어: Альма, 크림 타타르어: Alma)는 크림반도에 위치한 조그만 강이다. 옙파토리야와 세바스토폴 사이에 위치해 있다. 알마는 크림 타타르어로 ‘사과’를 뜻한다. 크림 전쟁 당시에 알마 전투가 벌어지기도 하였다.